# Bernissart
Bernissart (dialectul picard: Bernissåt) este o comună francofonă din regiunea Valonia din Belgia. Comuna Bernissart este formată din localitățile Bernissart, Blaton, Harchies, Pommerœul și Ville-Pommerœul. Suprafața sa totală este de 43,42 km². La 1 ianuarie 2008 avea o populație totală de 11.612 locuitori. 